# Saint-Just-d'Avray
Pour les articles homonymes, voir Saint-Just (homonymie) et Avray.
Saint-Just-d'Avray [sɛ̃ ʒy davʁɛ] est une commune française, située dans le département du Rhône en région Auvergne-Rhône-Alpes.
Ses habitants sont appelés les Chouettes.

## Géographie

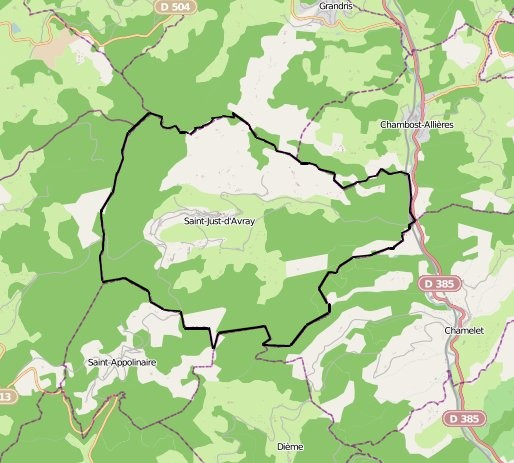
Territoire et situation de Saint-Just-d'Avray.

### Localisation
La commune se situe dans le Beaujolais. On dit qu'elle est à la croisée du « Beaujolais rouge » et du « Beaujolais vert », dans la vallée d'Azergues.
À vol d'oiseau, Saint-Just-d'Avray se situe à 12 km de Tarare, à 25 km de Villefranche-sur-Saône et à 50 km de Lyon. De plus le bourg, se trouve à égale distance d'Amplepuis et de Lamure-sur-Azergues c'est-à-dire environ 13 km.
| Cublize           | Grandris           | Chambost-Allières |
| Ronno             | Saint-Just-d'Avray | Chamelet          |
| Saint-Appolinaire | Dième              |                   |

### Climat
Pour des articles plus généraux, voir Climat d'Auvergne-Rhône-Alpes et Climat du Rhône.
En 2010, le climat de la commune est de type climat des marges montargnardes, selon une étude du Centre national de la recherche scientifique s'appuyant sur une série de données couvrant la période 1971-2000. En 2020, Météo-France publie une typologie des climats de la France métropolitaine dans laquelle la commune est exposée à un climat de montagne ou de marges de montagne et est dans la région climatique Nord-est du Massif Central, caractérisée par une pluviométrie annuelle de 800 à 1 200 mm, bien répartie dans l’année.
Pour la période 1971-2000, la température annuelle moyenne est de 11,1 °C, avec une amplitude thermique annuelle de 16,2 °C. Le cumul annuel moyen de précipitations est de 940 mm, avec 10,9 jours de précipitations en janvier et 7,6 jours en juillet. Pour la période 1991-2020, la température moyenne annuelle observée sur la station météorologique de Météo-France la plus proche, « Saint-Cyr-Chatoux », sur la commune de Saint-Cyr-le-Chatoux à 9 km à vol d'oiseau, est de 10,7 °C et le cumul annuel moyen de précipitations est de 959,9 mm,. Pour l'avenir, les paramètres climatiques de la commune estimés pour 2050 selon différents scénarios d'émission de gaz à effet de serre sont consultables sur un site dédié publié par Météo-France en novembre 2022.

### Relief et géologie
Le village se situe sur un piton rocheux d'environ 560 m d'altitude, le point le plus bas est à une altitude de 323 m et le point culminant est le Crêt des Quatre Bornes, à une altitude de 898 m.
Saint-Just-d'Avray repose sur un mélange de couches de tuf volcanique et granite. Le sol, constitué d'une couche siliceuse, est riche en potasse mais faible en chaux.

### Hydrographie
On dénombre plusieurs cours d'eau à Saint-Just-d'Avray ; outre l'Azergues qui coule à Saint-Just-d'Avray, 5 ruisseaux eux-mêmes affluents de l'Azergues coulent sur le territoire de la commune : le ruisseau d'Avray, long de 6,7 km ; le ruisseau de Lonne, long de 4,3 km (en limite de commune avec Chamelet) ; le ruisseau de l'Antoine, long de 4,2 km ; le ruisseau du Gelay, long de 3 km (en limite de commune avec Chambost-Allières) et le ruisseau du Ternose, long de 2,9 km.

### Voies de communication et transports
La commune est desservie par plusieurs départementales : la nationale RN 485 déclassée en route départementale RD 385 dans le Rhône longe le territoire de la commune à l'est, le long de l'Azergues ; la RD 54 et la RD 98  desservent également le bourg de Saint-Just-d'Avray.
À environ 8 km de Saint-Just-d'Avray, la gare de Chamelet permet de rallier Paray-le-Monial et Lyon.

## Urbanisme

### Typologie
Au 1er janvier 2024, Saint-Just-d'Avray est catégorisée commune rurale à habitat dispersé, selon la nouvelle grille communale de densité à sept niveaux définie par l'Insee en 2022.
Elle est située hors unité urbaine. Par ailleurs la commune fait partie de l'aire d'attraction de Lyon, dont elle est une commune de la couronne,. Cette aire, qui regroupe 397 communes, est catégorisée dans les aires de 700 000 habitants ou plus (hors Paris),.

### Occupation des sols
L'occupation des sols de la commune, telle qu'elle ressort de la base de données européenne d’occupation biophysique des sols Corine Land Cover (CLC), est marquée par l'importance des forêts et milieux semi-naturels (58,2 % en 2018), une proportion sensiblement équivalente à celle de 1990 (58,7 %). La répartition détaillée en 2018 est la suivante : 
forêts (57,3 %), zones agricoles hétérogènes (21,5 %), prairies (18,9 %), zones urbanisées (1,4 %), milieux à végétation arbustive et/ou herbacée (1 %). L'évolution de l’occupation des sols de la commune et de ses infrastructures peut être observée sur les différentes représentations cartographiques du territoire : la carte de Cassini (XVIIIe siècle), la carte d'état-major (1820-1866) et les cartes ou photos aériennes de l'IGN pour la période actuelle (1950 à aujourd'hui).

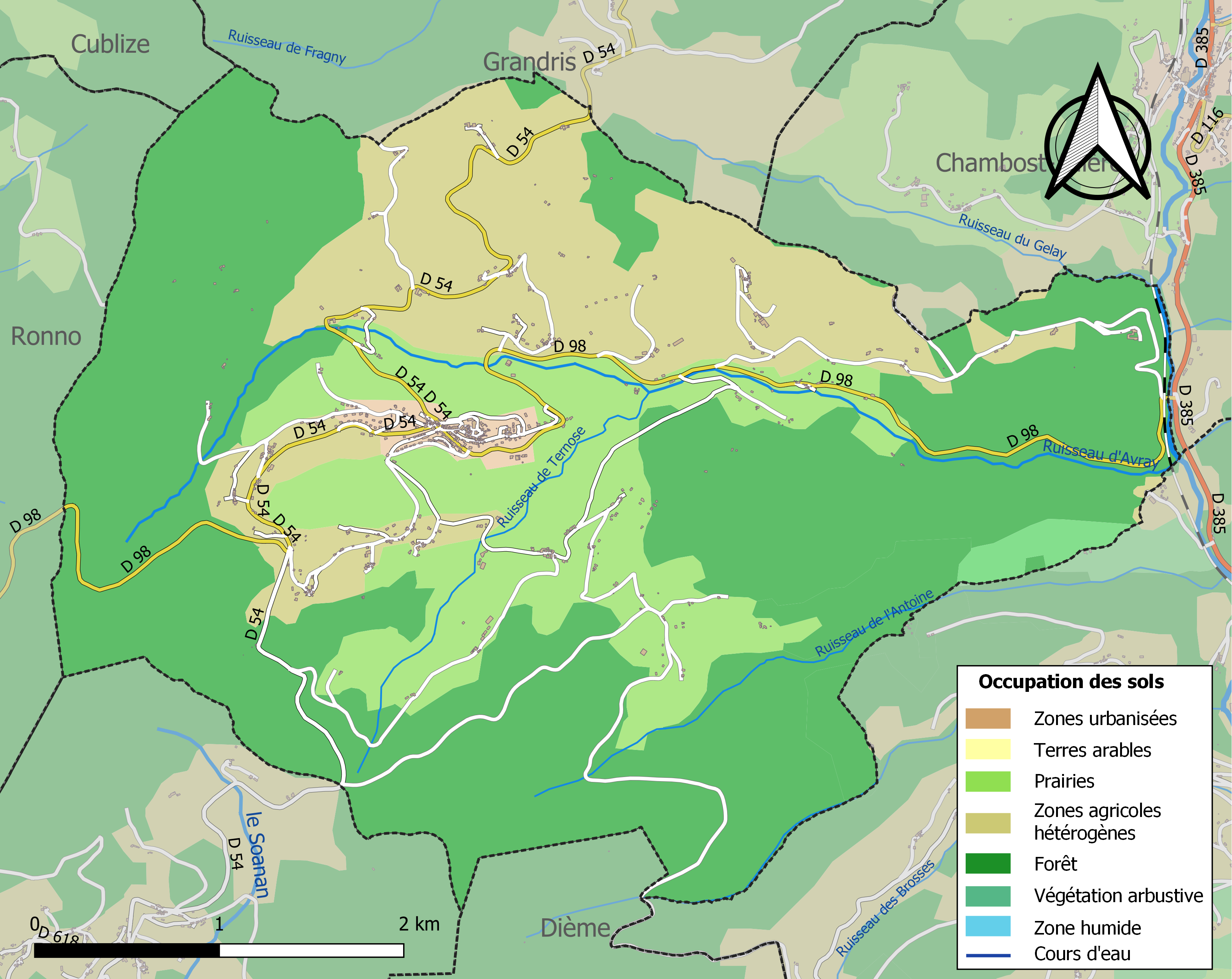
Carte des infrastructures et de l'occupation des sols de la commune en 2018 (CLC).

### Morphologie urbaine

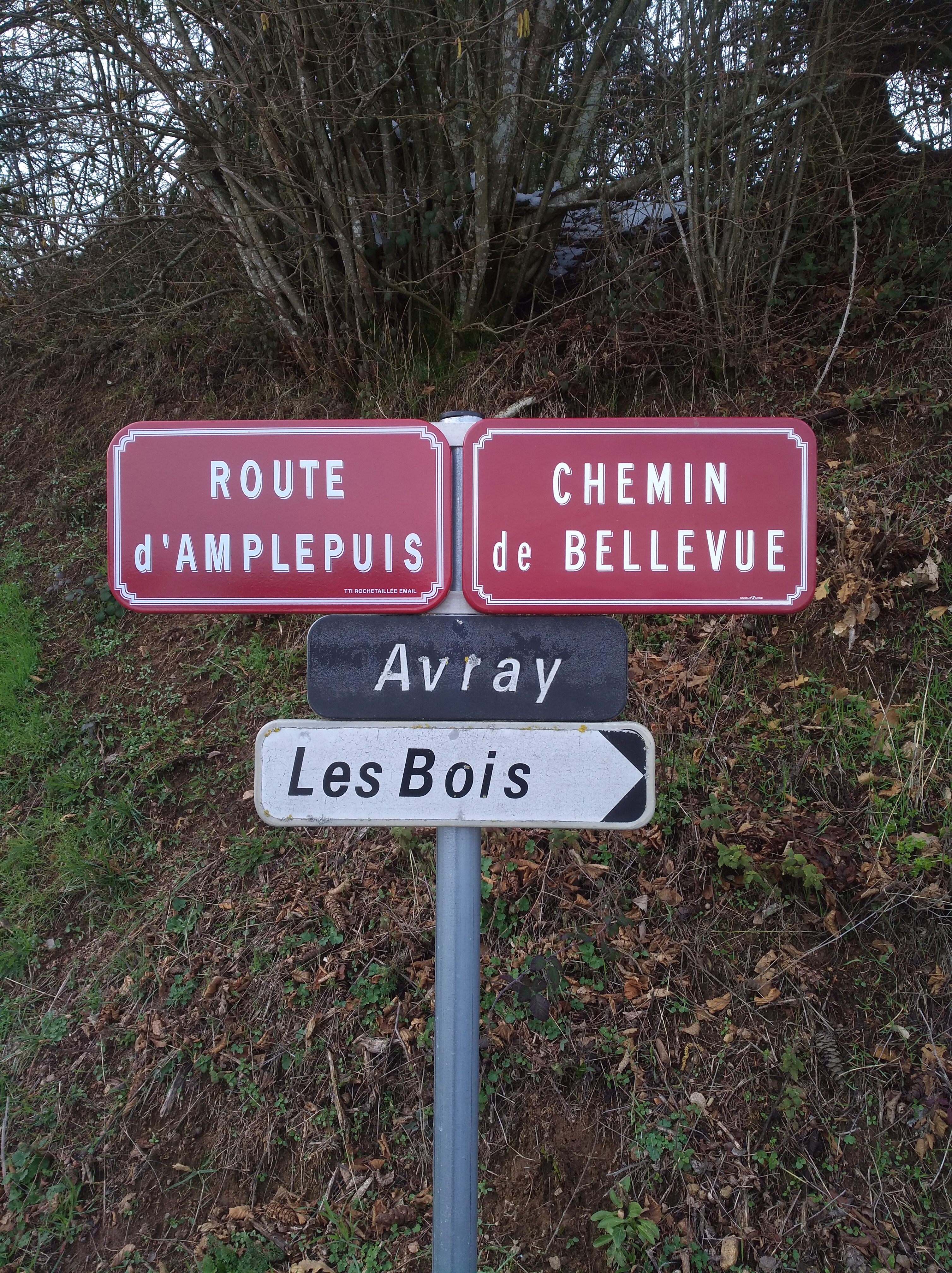
Panneau du hameau d'Avray à Saint-Just-d'Avray.

Le village de Saint-Just-d'Avray compte quelques hameaux dont celui d'Avray qui participe à la toponymie du lieu.

### Logement
En 2007, le nombre total de logements dans la commune était de 429 (contre 402 en 1999). Parmi ces logements, 68,23 % étaient des résidences principales, 24,0 % des résidences secondaires et 7,8 % des logements vacants.
Ces logements étaient pour une part de 92,5 % de maisons individuelles et 7,5 % d'appartements. La proportion d'habitants propriétaires de leur logement était de 76,4 %.

## Toponymie

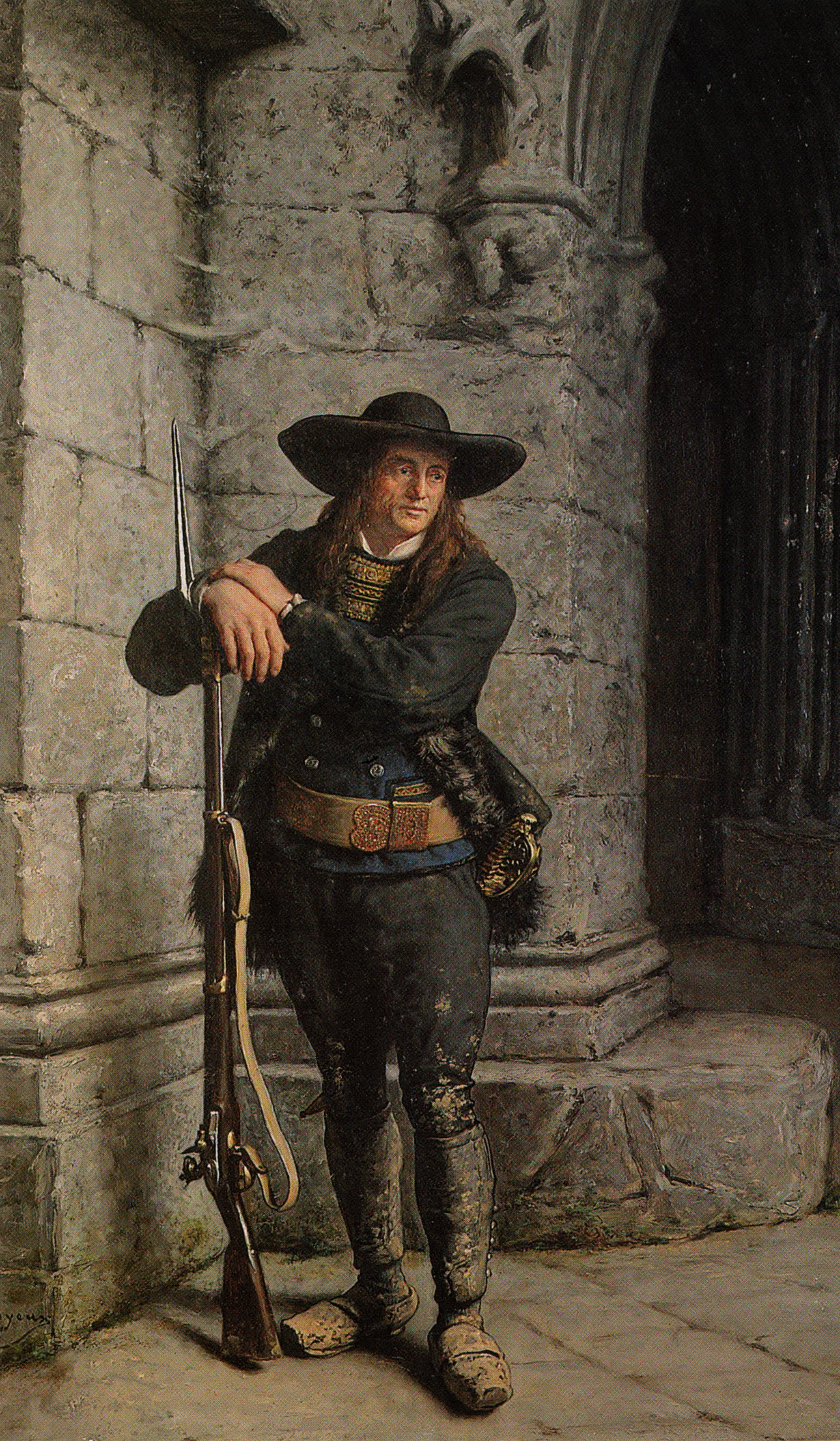
Un chouan en sentinelle devant une église.

L'origine du toponyme Saint-Just-d'Avray serait une référence à « Saint Julien », au même titre d'ailleurs que d'autres communes dont le toponyme débute par « Saint Just ».
Avray est le nom d'un hameau de la commune : son origine proviendrait du latin aura (aurae) qui veut dire brise (souffle).
L'origine du gentilé « chouette » semble plus difficile à identifier : le 2 mai 1792 un curé assermenté (par le pouvoir en place, c'est-à-dire l'Assemblée nationale législative) se présente à Saint-Just-d'Avray. La défiance (contre-révolutionnaire) des habitants de Saint-Just-d'Avray — qui accueillirent le curé par quelques jets de pierres  — s'opposait à la posture pro-révolutionnaire des habitants de Chamelet qui comparaient volontiers les habitants de Saint-Just-d'Avray aux Chouans. « Chouan » semble alors, avec le temps, s'être transformé en « chouette ».

## Histoire

### Préhistoire
Plusieurs objets découverts autour de Saint-Just-d'Avray, tels que des pointes de flèches ou des lames, attestent de l'occupation humaine de la région à l'âge de pierre. En particulier, ont été découverts au crêt de Néry sur le territoire de la commune, une pointe de flèche triangulaire, un petit nucléus et sept lames,.

### Moyen Âge et Renaissance

Les armes des sires de Beaujeu.

Saint-Just-d'Avray dépendait au Moyen Âge de la petite seigneurie de Chamelet, à l'instar de Dième ou encore de Cogny. À propos du territoire, Pierre Louvet écrivait dans son Histoire du Beaujolais paru vers 1640 : « Ce pays et les environs portent de fort bon blé mais peu de vignes, si ce n’est du côté de Cogny où encore les vins ne sont pas les meilleurs. » De manière plus générale, la région de Saint-Just-d'Avray, appartenait aux sires de Beaujeu. Les territoires des Beaujeu tombent vers 1400 dans la maison de Bourbon : en effet, Édouard II cède ses possessions à  Louis II de Bourbon (son oncle). En 1522, le Beaujolais (auquel appartient Saint-Just-d'Avray), est confisqué à la maison de Bourbon et transmis à Louise de Savoie, mère de François Ier.

### Révolution française
Le cahier de doléances de Saint-Just-d'Avray est conservé aux archives départementales du Rhône. Les doléances du village consistaient, entre autres, à réclamer :
- « que dans la prochaine assemblée des Etats généraux, les vois y soient comptées par têtes et non par ordre » ;
- « qu’il soit fait un cadastre de chaque commune » ;
- « qu’il soit permis de racheter cens et servis et qu’il soit possible de supprimer tous les droits féodaux » ;

La loi du 8 janvier 1790 crée le département du Rhône. Celui-ci est divisé en six districts ou arrondissements, dont celui de Villefranche-sur-Saône auquel appartient Saint-Just-d'Avray.

### XIXesiècleetXXesiècle

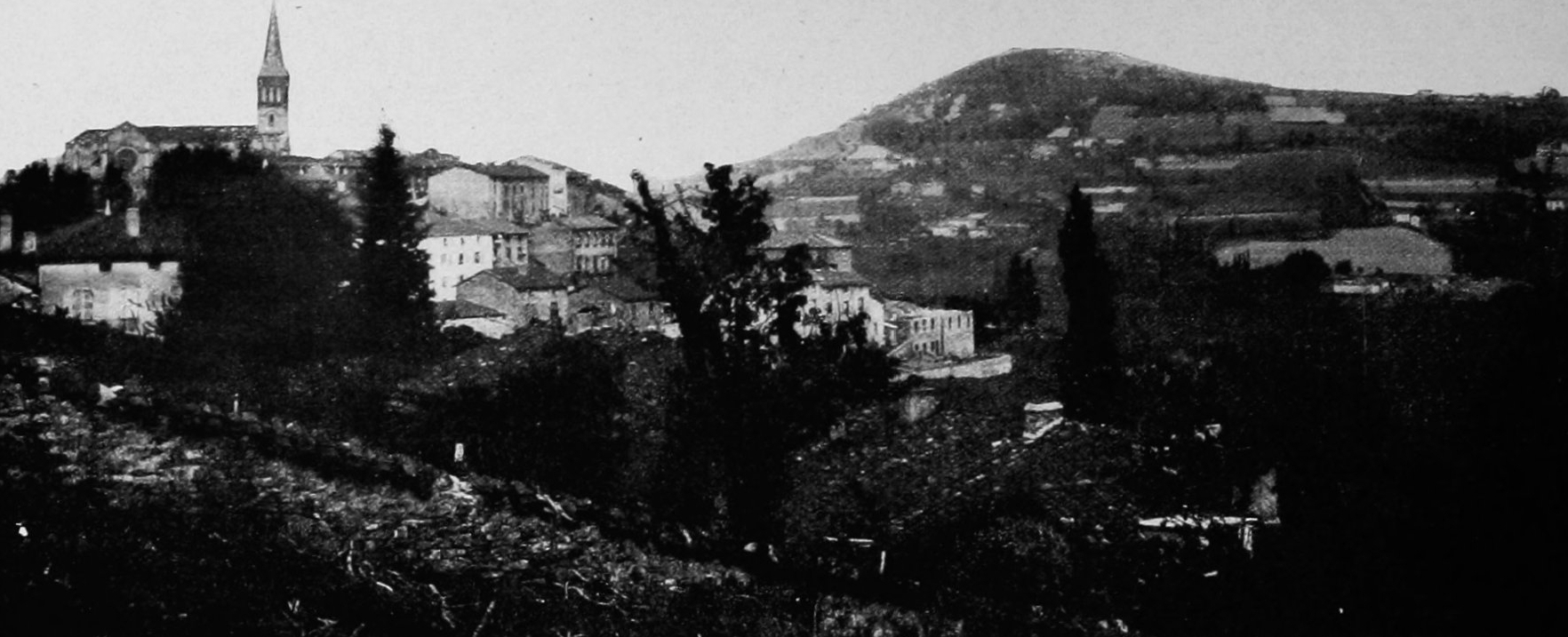
Vue panoramique du village, au début du XXe siècle.

Au XIXe siècle, l'activité principale de la région prend un tour artisanal voire industriel avec le développement de la blanchisserie (comme à Chamelet) et du tissage de la soie, en particulier à Saint-Just-d'Avray.
À noter que Jean-François Terme, maire de Lyon et député du Rhône, était le propriétaire du château de Longeval.

## Politique et administration

### Tendances politiques et résultats

#### Élections nationales
Élections présidentielles, résultats des deuxièmes tours :
- Élection présidentielle de 2002[34]: 80,95 % pour Jacques Chirac (RPR), 19,05 % pour Jean-Marie Le Pen (FN), 88,27 % de participation.
- Élection présidentielle de 2007[35]: 69,88 % pour Nicolas Sarkozy (UMP), 30,12 % pour Ségolène Royal (PS), 89,37 % de participation.

#### Élections municipales
La commune ayant moins de 3 500 habitants l'élection des conseillers municipaux est au scrutin majoritaire plurinominal à deux tours, avec panachage : 
- au premier tour, des candidats sont élus s'ils ont obtenu la majorité absolue et le vote d'au moins le quart des électeurs inscrits[37] ;
- au second tour, la majorité relative suffit. Les listes ne sont pas obligatoires. Les suffrages sont comptabilisés individuellement, et le panachage est autorisé.

De par sa taille, la commune dispose d'un conseil municipal de 15 membres (article L2121-2 du Code général des collectivités territoriales).
Lors du scrutin de 2008 il y eut deux tours (sept élus au premier tour et huit au second), Odile Doucet a été élue conseillère municipale au premier tour avec le troisième total de 285 voix (62,09 % des exprimés), elle a ensuite été élue maire par le conseil municipal. Le taux de participation a été de 77,53 % et 73,83 % pour les deux tours.

### Administration municipale

#### Conseil municipal
À la suite du scrutin de 2008, le vote pour le maire et ses trois adjoints a eu lieu le 28 mars 2008. Madame Odile Doucet a été élue au second tour avec 9 voix sur 15; Le conseil municipal est composé de quinze conseillers, dont le maire et ses trois adjoints.
Lors de la séance municipale du 24 juin 2009 Odile Doucet annonce sa démission du poste de maire tout en restant conseillère municipale. Une nouvelle élection est organisée à la mairie le 8 juillet 2009. Monsieur Sylvain Kaspryk est élu maire au premier tour avec neuf voix. Une fois élu il déclare vouloir s'appuyer sur un 4e adjoint durant son mandat comme la loi le lui permet (un vote à bulletin secret qui autorise cet adjoint supplémentaire par 9 voix pour et 6 contre), le conseil sera donc représenté par le maire, quatre adjoints et dix conseillers.

#### Liste des maires
Depuis 2001, trois maires se sont succédé :
| Période                                  | Période         | Identité          | Étiquette | Qualité           |
| ---------------------------------------- | --------------- | ----------------- | --------- | ----------------- |
| 1852                                     | donnée inconnue | Joannès Terme     |           | Député du Rhône   |
| Les données manquantes sont à compléter. |                 |                   |           |                   |
| 2001                                     | 2008            | Bernard Corgier   | SE        | Chef d'entreprise |
| 2008                                     | 2009            | Odile Doucet      | SE        | Retraitée         |
| 2009                                     | 2014            | Sylvain Kasprzyk  | SE        | Chef de rayon     |
| 2014                                     | En cours        | Christine Galilei | LR        |                   |
| Les données manquantes sont à compléter. |                 |                   |           |                   |

### Politique environnementale
La commune de Saint-Just-d'Avray est partie prenante de la politique de développement durable menée par la communauté de communes du pays d'Amplepuis Thizy à laquelle elle appartenait jusqu'à la création de la communauté de communes de l'Ouest Rhodanien en 2014. Cette politique s'applique particulièrement à la gestion des cours d'eau (nombreux sur le territoire de la commune) avec en particulier :
- « Restaurer la fonction écologique des milieux »[44] ;
- « Pérenniser la vocation du Lac des Sapins en traitant l’eutrophisation »[44] ;
- « Satisfaire l'usage halieutique en favorisant le retour d’une faune piscicole »[44] ;
- « Gérer le risque inondation  »[44].

### Jumelages
Au 8 juin 2011, Saint-Just-d'Avray n'est jumelée avec aucune autre commune.

## Population et société

### Démographie

#### Évolution démographique
L'évolution du nombre d'habitants est connue à travers les recensements de la population effectués dans la commune depuis 1793. Pour les communes de moins de 10 000 habitants, une enquête de recensement portant sur toute la population est réalisée tous les cinq ans, les populations de référence des années intermédiaires étant quant à elles estimées par interpolation ou extrapolation. Pour la commune, le premier recensement exhaustif entrant dans le cadre du nouveau dispositif a été réalisé en 2007.

En 2022, la commune comptait 743 habitants, en évolution de −1,2 % par rapport à 2016 (Rhône : +3,93 %, France hors Mayotte : +2,11 %).
| 1793  | 1800 | 1806  | 1821  | 1831  | 1836  | 1841  | 1846  | 1851  |
| ----- | ---- | ----- | ----- | ----- | ----- | ----- | ----- | ----- |
| 1 102 | 866  | 1 065 | 1 169 | 1 299 | 1 700 | 1 634 | 1 595 | 1 616 |

| 1856  | 1861  | 1866  | 1872  | 1876  | 1881  | 1886  | 1891  | 1896  |
| ----- | ----- | ----- | ----- | ----- | ----- | ----- | ----- | ----- |
| 1 525 | 1 522 | 1 502 | 1 466 | 1 470 | 1 438 | 1 445 | 1 390 | 1 396 |

| 1901  | 1906  | 1911  | 1921  | 1926 | 1931 | 1936 | 1946 | 1954 |
| ----- | ----- | ----- | ----- | ---- | ---- | ---- | ---- | ---- |
| 1 355 | 1 410 | 1 334 | 1 047 | 992  | 972  | 873  | 776  | 733  |

| 1962 | 1968 | 1975 | 1982 | 1990 | 1999 | 2007 | 2012 | 2017 |
| ---- | ---- | ---- | ---- | ---- | ---- | ---- | ---- | ---- |
| 723  | 726  | 653  | 576  | 594  | 631  | 713  | 755  | 747  |

| 2022 | - | - | - | - | - | - | - | - |
| ---- | - | - | - | - | - | - | - | - |
| 743  | - | - | - | - | - | - | - | - |

#### Pyramide des âges
En 2018, le taux de personnes d'un âge inférieur à 30 ans s'élève à 29,3 %, soit en dessous de la moyenne départementale (40,2 %). À l'inverse, le taux de personnes d'âge supérieur à 60 ans est de 31,2 % la même année, alors qu'il est de 21,9 % au niveau départemental.
En 2018, la commune comptait 391 hommes pour 356 femmes, soit un taux de 52,34 % d'hommes, largement supérieur au taux départemental (48,08 %).
Les pyramides des âges de la commune et du département s'établissent comme suit.
| Hommes | Classe d’âge | Femmes |
| ------ | ------------ | ------ |
| 0,5    | 90 ou +      | 2,0    |
| 6,9    | 75-89 ans    | 12,4   |
| 22,1   | 60-74 ans    | 18,6   |
| 23,5   | 45-59 ans    | 25,2   |
| 16,4   | 30-44 ans    | 13,7   |
| 13,1   | 15-29 ans    | 11,9   |
| 17,5   | 0-14 ans     | 16,1   |

| Hommes | Classe d’âge | Femmes |
| ------ | ------------ | ------ |
| 0,7    | 90 ou +      | 1,7    |
| 6,2    | 75-89 ans    | 8,4    |
| 13     | 60-74 ans    | 14,2   |
| 18,4   | 45-59 ans    | 17,7   |
| 20,3   | 30-44 ans    | 19,5   |
| 21,8   | 15-29 ans    | 21,1   |
| 19,6   | 0-14 ans     | 17,4   |

### Enseignement
La commune est dotée d'une garderie périscolaire, gérée par la commune.
La commune est également dotée de trois écoles primaires : une école publique, une école privée et l'école publique Célestin-Freinet annexée au Centre Clair Joie installé dans le château de Longeval.

### Santé

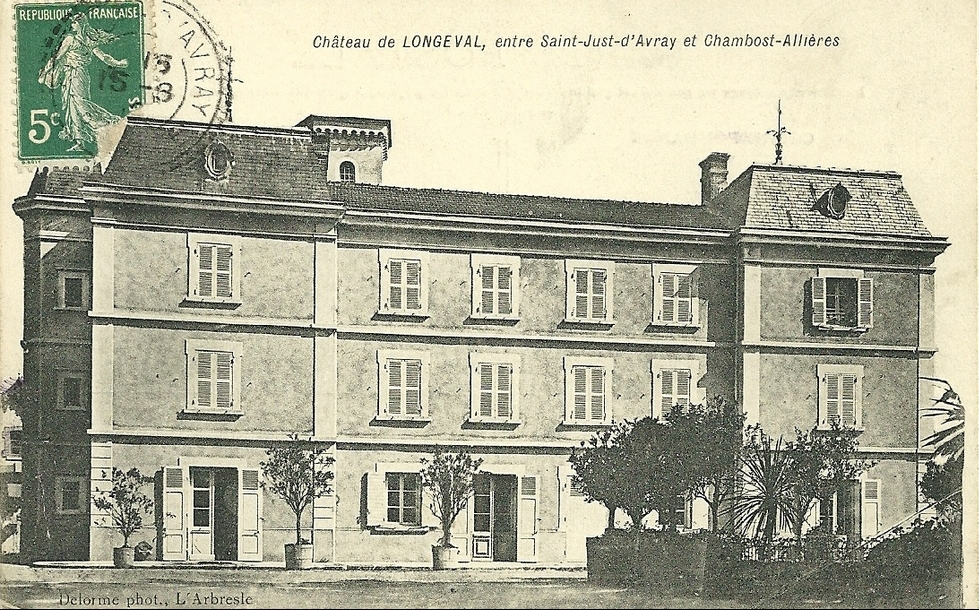
Carte postale ancienne du château de Longeval.

Au 8 juin 2011, aucun praticien en médecine générale n'est installé dans la commune. Des médecins sont installés dans les communes voisines de Chambost-Allières et de Cublize.
Le « centre Clair Joie » est un institut thérapeutique, éducatif et pédagogique installé dans la commune, dans le château de Longeval.

### Sports et associations
La commune accueille plusieurs clubs sportifs : le « Tennis Club de Saint Just d'Avray », le « C.A.S.J Football » et l'amicale « Boule des Genêts ». Le C.A.S.J (Chambost-Allières-Saint-Just) est un club résultant d'une fusion ; en 2013, l'équipe 1 accède à la première division départementale,
Saint-Just-d'Avray fait partie des communes célébrant la fête des classes.

### Médias
Le journal Le Progrès propose une édition quotidienne dédiée au Beaujolais et au « Haut-Beaujolais ». Également, les journaux locaux Le patriote Beaujolais ainsi que Le Pays consacrent une rubrique à Saint-Just-d'Avray et ses alentours.
La chaîne France 3 Rhône-Alpes est disponible dans la région.

### Cultes
Les Chouettes disposent d'un lieu de culte catholique : l'église de Saint-Just-d'Avray est l'un des clochers de la paroisse Saint-Joseph-d'Azergues, rattachée au diocèse de Lyon. La section paroissiale du village a entrepris un « jumelage » avec la paroisse malienne de Markala.

## Économie

### Revenus de la population et fiscalité
Selon l'enquête de l'INSEE, les revenus moyens nets par foyer étaient en 2008 de l'ordre de 19 198 euros par an. 46,9 % des foyers fiscaux de la commune étaient alors imposables.
En 2008 toujours, le revenu fiscal médian par ménage était de 16 928 €, ce qui plaçait Saint-Just-d'Avray au 17 649e rang  parmi les 31 604 communes de plus de 50 ménages en métropole.

### Emploi
En 2007, la population de Saint-Just-d'Avray se répartissait ainsi : 70,2 % d'actifs, ce qui est nettement supérieur au 45,2 % d'actifs de la moyenne nationale et 13,9 % de retraités, un chiffre inférieur au 18,2 % national.
En 2007 toujours, le taux de chômage était de 6,9 % contre 5,2 % en 1999.
Une agence Pôle emploi pour la recherche d'emploi est localisée à proximité de Saint-Just-d'Avray, sur le territoire de Tarare, à environ 18 km par voie routière.

### Entreprises et commerces
Au 1er janvier 2010, Saint-Just-d'Avray comptait 34 établissements hors agriculture. 
Répartition des établissements par domaines d'activité au 1er janvier 2010
|                             | Ensemble | Industrie | Construction | Commerce | Services |
| --------------------------- | -------- | --------- | ------------ | -------- | -------- |
| Nombre d'établissements     | 34       | 8         | 17           | 6        | 2        |
| %                           | 100 %    | 20,6 %    | 23,5 %       | 50,0 %   | 5,9 %    |
| Sources des données : INSEE |          |           |              |          |          |

L'entreprise Euro-Tech spécialisé dans la mécanique des portails, après avoir été basée à Saint-André-de-Corcy, est installée à Saint-Just-d'Avray.

#### Viticulture
Le village est situé dans l'aire d'appellation d'origine contrôlée du Beaujolais. Il est également situé dans celle du Morey-Saint-Denis.

## Culture et patrimoine

### Lieux et monuments

#### Église Saint-Just de Saint-Just-d'Avray

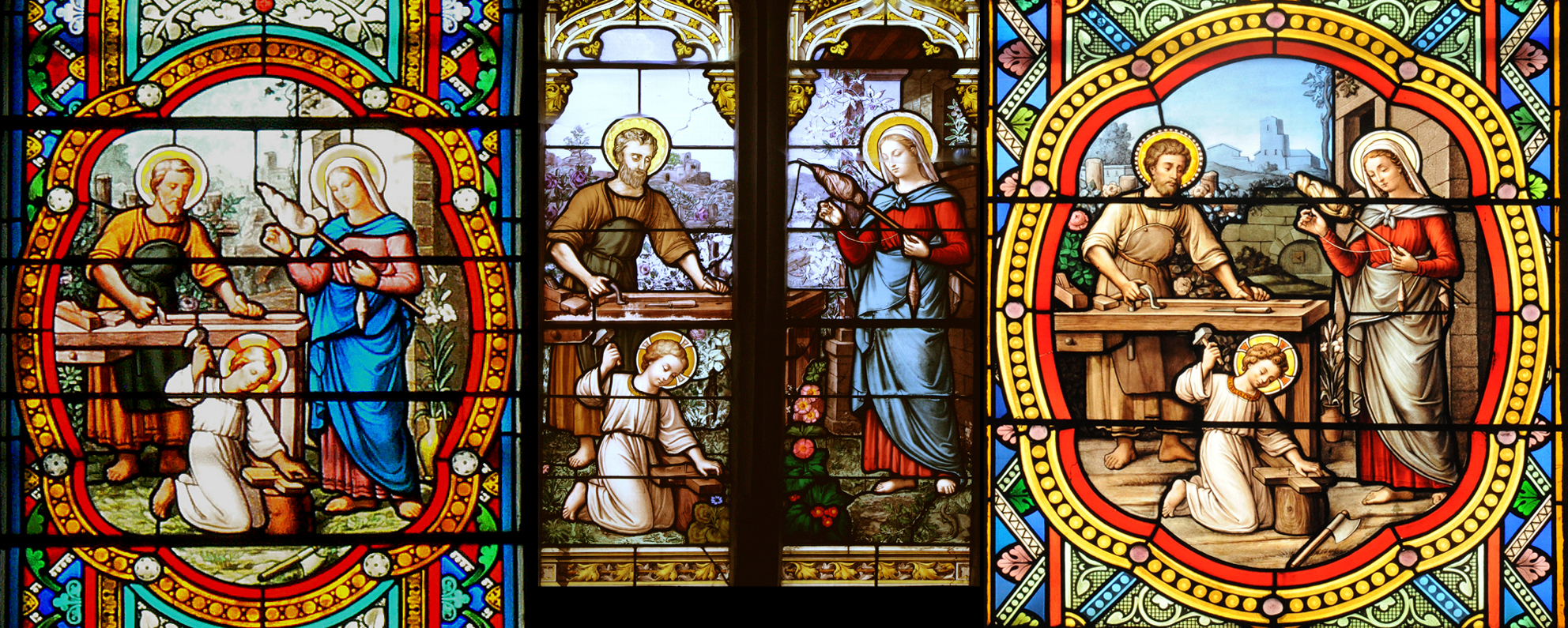
Le vitrail de Jésus dans l'atelier de Joseph de l'église de Saint-Just-d'Avray (à droite) comparé à celui de Boën-sur-Lignon (à gauche) et de Liergues (au milieu).

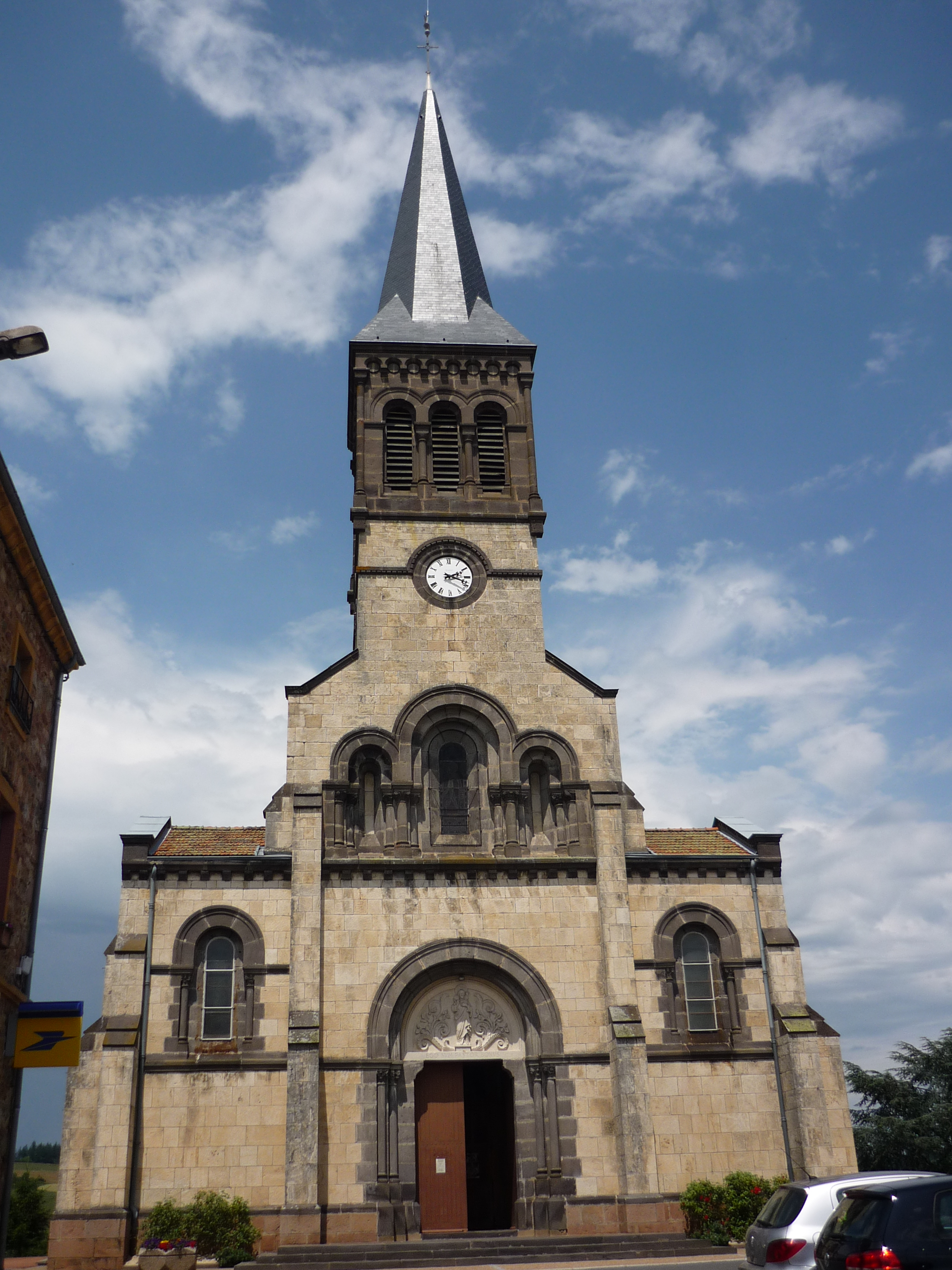
Vue de l'église.

L'église de Saint-Just-d'Avray date de la seconde moitié du XIXe siècle. Elle fut consacrée le 11 novembre 1873 en présence de monseigneur Dubuis, évêque de Galveston. Son inauguration date du 24 décembre 1876. Des vitraux de l'église ont été réalisés par Lucien Bégule ; pour certains d'entre eux, Lucien Bégule a utilisé des motifs récurrents dans son œuvre, visibles dans d'autres églises. Enfin, l'église a été restaurée en 1979.

##### Château de Longeval
Le château de Longeval fut la propriété de Jean-François Terme. Il fut occupé par la suite par le Centre Clair Joie. En 2013, un projet envisage de faire du site une carrière à ciel ouvert. En novembre de cette même année, le conseil général du Rhône dénonce le compromis de vente des terrains concernés (à l'entreprise Vicat) ce qui met un terme définitif au projet.

#### Autres monuments
- Une petite chapelle se trouve sur le territoire de la commune : la chapelle Saint-Maurice, située au lieu-dit éponyme.
- La mairie.
- Le monument aux morts.

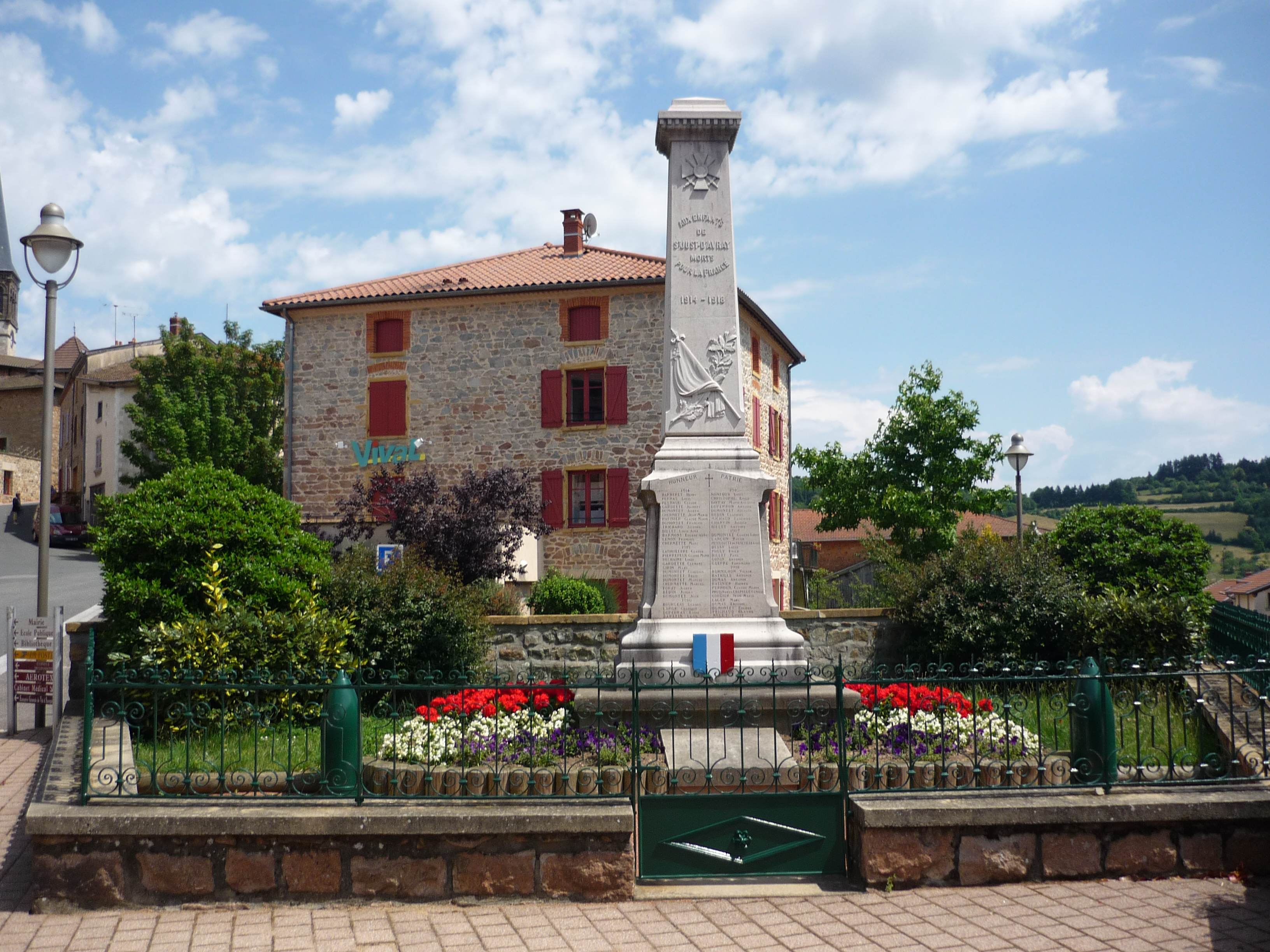
Vue du monument aux morts de Saint-Just-d'Avray.
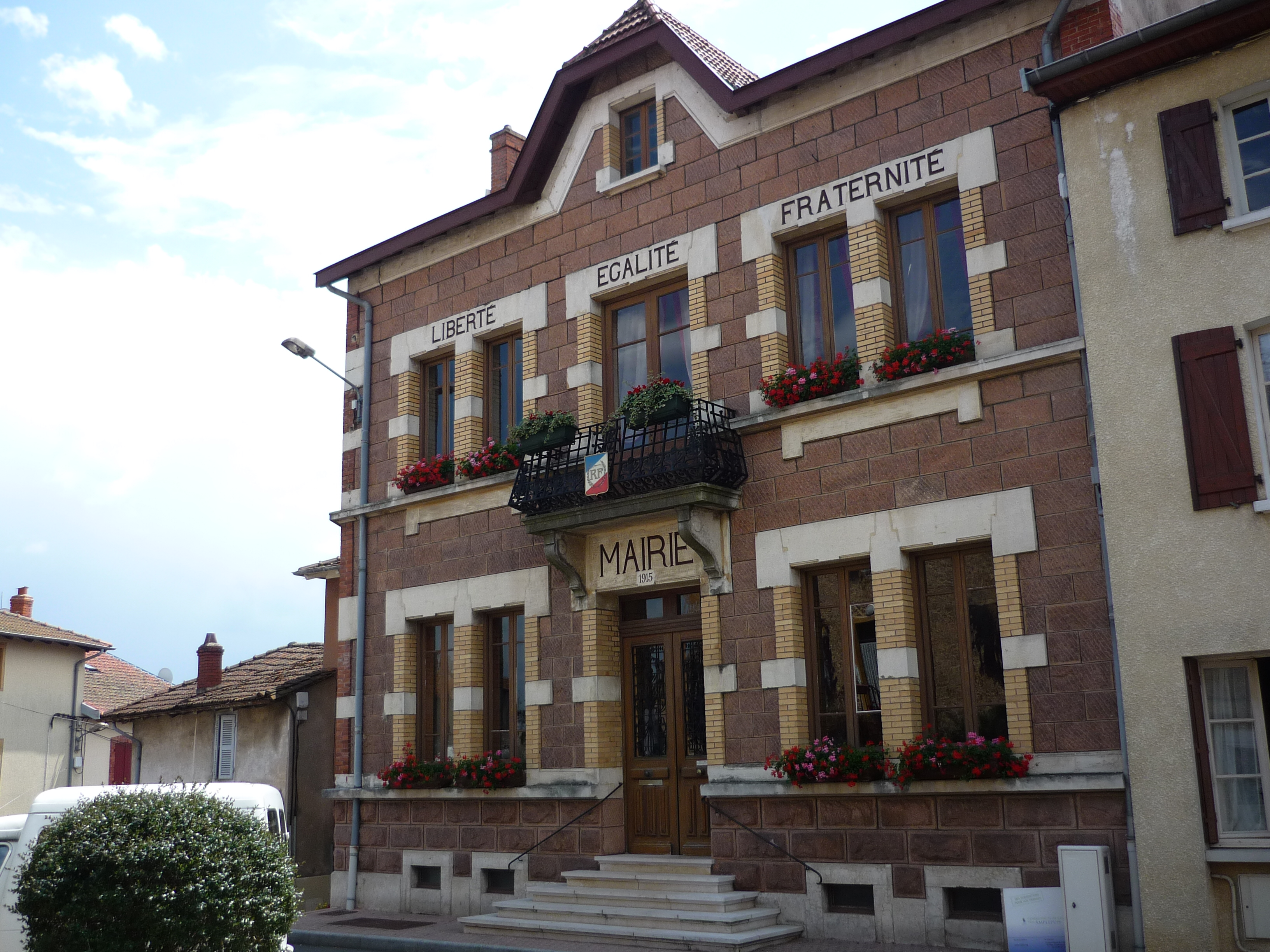
La mairie.
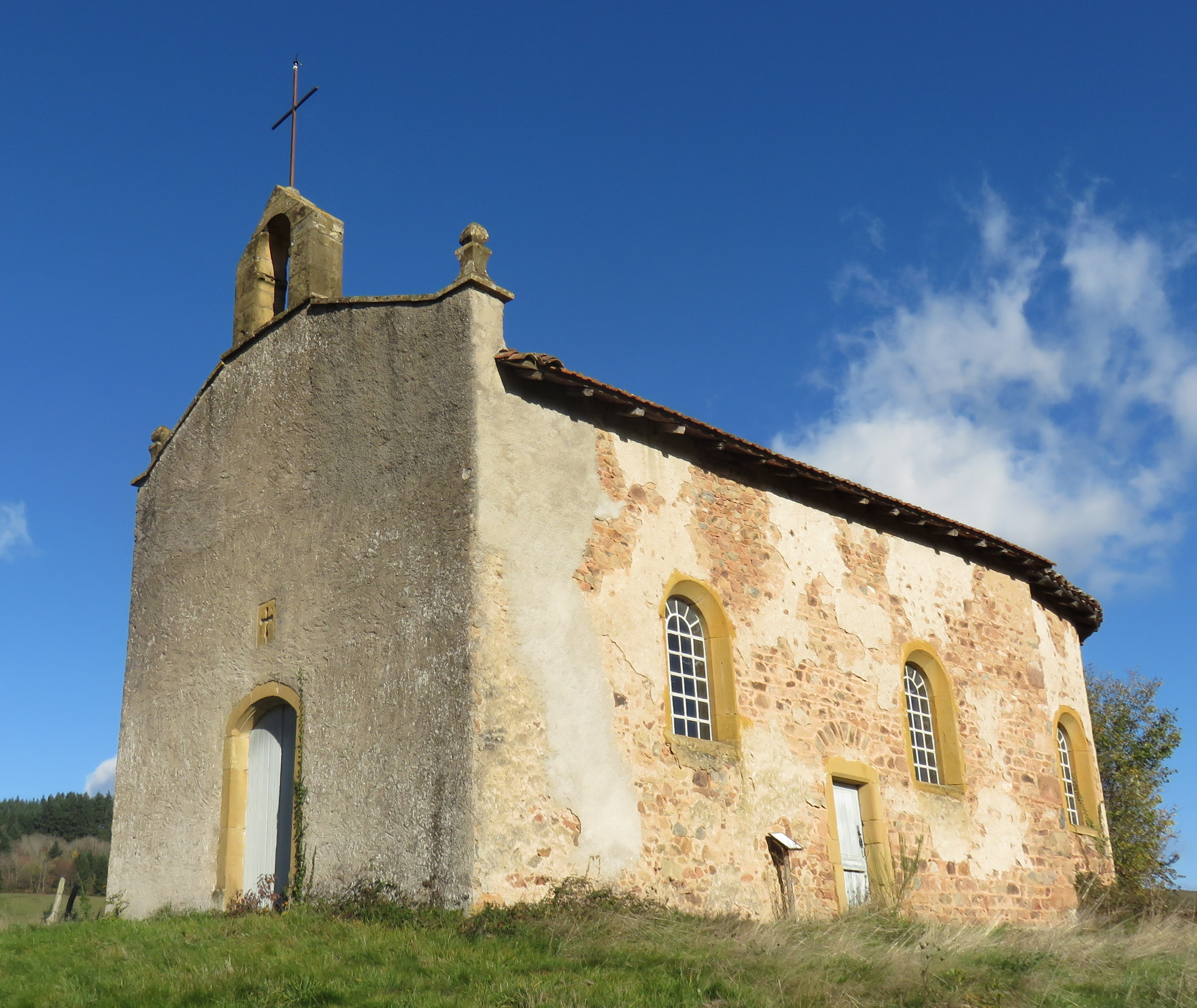
La chapelle Saint-Maurice.

### Personnalités liées à la commune
- Jean-François Terme (1791 - 1847), maire de Lyon et député du Rhône. Il fut le propriétaire du château de Longeval de Saint-Just-d'Avray.
- Joannès Terme (1823 - 1888), fils du précédent, député du Rhône, il fut maire de Saint-Just-d'Avray à partir de 1852[62].
- Claude-Marie Dubuis (1817 - 1895), évêque catholique du Texas, a consacré l'église de Saint-Just-d'Avray.
- Gabriel Gonnet (1931 - 1982), aumônier national de la Fédération sportive et culturelle de France de 1979 à 1982, est né à Saint-Just-d'Avray.
- Robert Proton de la Chapelle (1894 - 1982), musicien, compositeur, auteur, journaliste, industriel et adjoint aux Beaux-Arts à la mairie de Lyon entre 1957 et 1977. Sa famille appartient à la commune depuis plusieurs siècles, il est enterré au cimetière de Saint-Just-d'Avray.
- Florimond Gisclon (1901 - 1979), conseiller municipal de Caluire-et-Cuire, adjoint au maire de Lyon, conseiller général du Rhône, a été instituteur à Saint-Just-d'Avray en 1923-1924[63].

## Pour approfondir